# Begonia albidula
Espèce
Begonia albidula est une espèce de plantes de la famille des Begoniaceae.
Ce bégonia est originaire d'Espirito Santo, au Brésil. L'espèce fait partie de la section Begonia ; elle a été décrite en 1950 par le botaniste allemand Alexander Curt Brade (1881-1971) et l'épithète spécifique, albidula, signifie qu'il est blanc. 